# Reinhard Pachner
 Reinhard Pachner (* 23. April 1944 in Schwarzbach im Böhmerwald) ist ein bayerischer Politiker (CSU). Er war von 2002 bis 2013 Abgeordneter des Bayerischen Landtags.

## Ausbildung und Beruf
Reinhard Pachner besuchte von 1950 bis 1958 die Volksschule. Im Anschluss absolvierte er zwischen 1958 und 1961 eine Landwirtschaftslehre um darauf von 1961 bis 1964 ein Studium an der Höheren Ackerbauschule in Landsberg darauf aufzubauen. Von 1964 bis 1966 leistete er seinen Wehrdienst bei der Bundeswehr ab. Von 1966 bis 1975 arbeitete er als Berater in der Milchwirtschaft und seit 1975 im gehobenen Dienst in der Landwirtschaftsverwaltung. Seit 1984 ist er im Landwirtschaftsministerium tätig, seit 1991 als Oberamtsrat. Er ist römisch-katholisch, verheiratet und hat ein Kind.

## Politik
Reinhard Pachner trat 1972 in die CSU ein. Er ist seit 1996 stellvertretender Kreisvorsitzender der CSU in Aichach-Friedberg und war von 1978 bis 2004 für seine Partei im Stadtrat in Friedberg. Von 1990 bis 1996 war er 2. Bürgermeister in Friedberg. Von Mai 2002 bis April 2014 war er zudem Mitglied des Kreistages Aichach-Friedberg.
Seit dem 1. Mai 2002 war Reinhard Pachner Mitglied des Landtags. Dort saß er für seine Fraktion als Mitglied im Ausschuss für Bildung, Jugend und Sport sowie im Ausschuss für Fragen des öffentlichen Dienstes.
Bei der Landtagswahl in Bayern 2003 (CSU 60,7 %, SPD 19,6 %) wurde er als Direktkandidat des Stimmkreises Aichach-Friedberg (Wahlkreis Schwaben) direkt gewählt.
Bei der Bayerischen Landtagswahl im September 2008 trat Pachner – entgegen früheren Ankündigungen (und Abmachungen) – wieder an und wurde von den CSU-Delegierten im Kreis mit 96:89-Stimmen nominiert. Er wurde in den Bayerischen Landtag wiedergewählt (trotz Stimmverlusten der CSU – sie bekam landesweit 43,4 % der Stimmen).
In der Wahlperiode 2008 gehörte er dem Landtagsausschuss für Ernährung, Landwirtschaft und Forsten sowie dem Ausschuss für Umwelt und Gesundheit an.
Zur Bayerischen Landtagswahl am 15. September 2013 trat er nicht mehr an; im Stimmkreis Aichach-Friedberg kandidierte für die CSU Peter Tomaschko.

## Ehrungen
Pachner wurde mit Bundesverdienstkreuz am Bande ausgezeichnet. Die Stadt Friedberg ernannte ihn 2014 zum Ehrenbürger.